# COVID-19 в Тонге

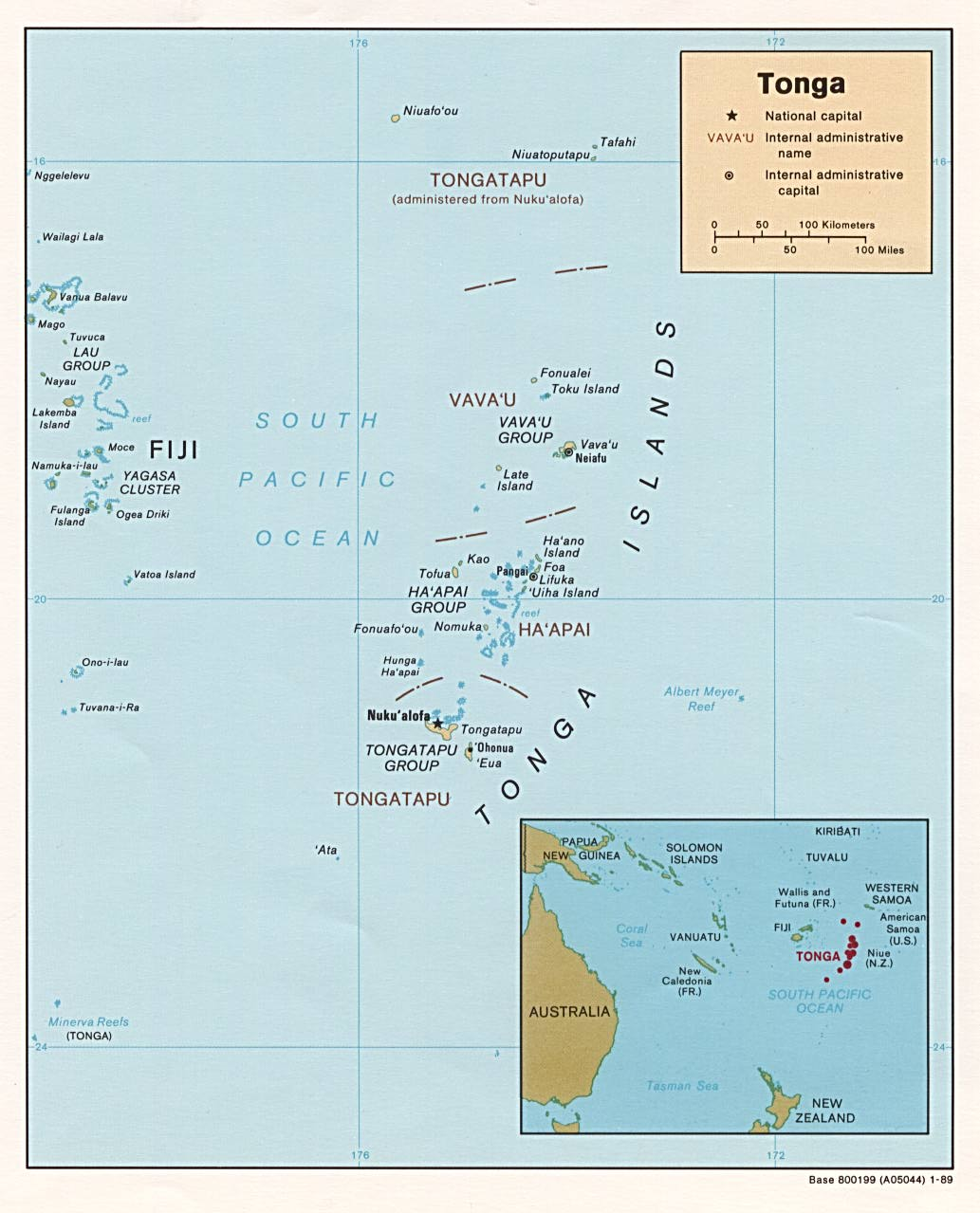
Карта Королевства Тонга

Пандемия COVID-19 в Королевстве Тонга является частью продолжающейся во всём мире с 2019 года пандемии коронавирусной болезни (COVID-19), вызванной новым коронавирусом (SARS-CoV-2). 
Вирус достиг Королевства Тонга 29 октября 2021 года, заразил одного человека и на этом остановился, однако успел оказать драматическое влияние на психологическую обстановку в стране. Перед данным случаем Королевство Тонга оставалось одной из немногих стран на планете (наряду с Науру, КНДР, Туркменистаном и Тувалу), в которой случаев заражения и подозрений на них зафиксировано не было. К концу 2021 года заразившийся излечился, и королевство опять вернулось в число стран, свободных от COVID-19.
В феврале 2022 года в стране произошла первая серьёзная вспышка эпидемии. За месяц было выявлено 354 новых случая, из них на 1 марта активными остаются 178. Смертельных исходов нет.

## Предыстория
12 января 2020 года Всемирная организация здравоохранения (ВОЗ) подтвердила, что новый коронавирус был причиной респираторного заболевания в группе людей в городе Ухань, провинция Хубэй, Китай, о чём было сообщено ВОЗ 31 декабря 2019 года.
Коэффициент летальности в случае COVID-19 был значительно ниже, чем в случае атипичной пневмонии, но передача инфекции была значительно выше, причём общее число погибших было значительным.

## Хронология

Статистика хода пандемии в Тонге по времени.

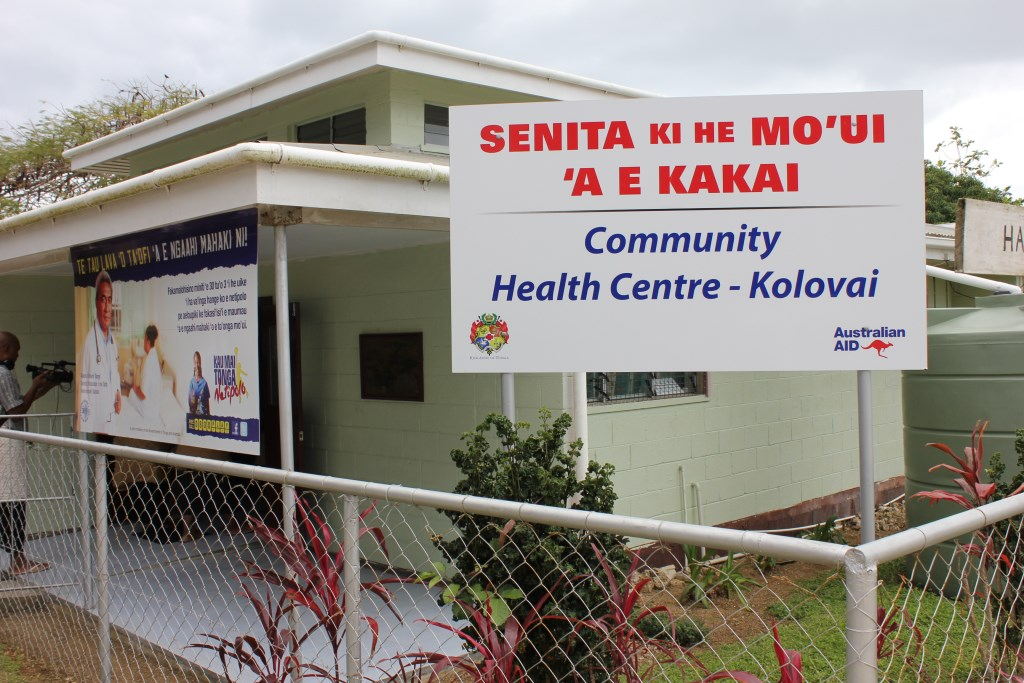
Использовавшийся при пандемии медицинский центр в Коловаи на 550 койко-мест.

### 2020: подготовка
В связи с мировой пандемией, на период с 29 марта по 5 апреля 2020 года в стране был объявлен локдаун. Далее были введены карантинные ограничения на путешествия.

### Лето 2021: вакцинация
5 августа 2021 правительство страны приняло поправки к Закону об общественном здравоохранении, разрешающие принудительную вакцинацию от COVID-19. Поправки были приняты голосованием, 17 голосов за и 0 против.

### Осень 2021: начало эпидемии
29 октября 2021 года был выявлен первый случай заражения вирусом в стране. Вирус прибыл в Королевство авиарейсом из новозеландского Крайстчёрча. Министерство здравоохранения Новой Зеландии заявило, что человек, перенесший вирус, был вакцинирован, и перед вылетом показал отрицательный тест на коронавирус. Все 215 пассажиров данного рейса — сезонные рабочие, возвращавшиеся домой, — были помещены в карантин. На столичном острове был введён новый локдаун, любые публичные собрания были запрещены. Школы и большинство магазинов были закрыты. Полиция стала повсеместно контролировать ношение масок, передвижение между населёнными пунктами без карт вакцинации было запрещено. Уклонение от вакцинации было объявлено преступным. В стране началась паника.
На момент первого обнаружения инфекции в стране были вакцинированы около 30 % населения. Инцидент резко ускорил вакцинацию, и к 15 ноября в стране уже были однократно вакцинированы 92 % населения, и полностью — 57 %.

### Декабрь 2021: активных случаев нет
На 29 декабря заражённый от вируса излечился, больше случаев заражения в стране зарегистрировано не было, и таким образом королевство вновь вошло в небольшое число стран без активных случаев заражения.

### Февраль 2022: первая серьёзная вспышка
1 февраля у двух портовых рабочих в столице королевства Нукуалофа были зафиксированы 2 новых случая заболевания COVID-19. Тотчас, со 2 февраля, в стране был объявлен новый локдаун, однако далее всё равно последовала резкая вспышка инфекции: за февраль было зафиксировано 354 новых заражения, без единой смерти, из них на 1 марта 2022 года 178 случаев остаются активными.